# Naturschutzgebiet Schaarenwis
Das Naturschutzgebiet Schaarenwies (erster Eintrag als Schaarenwis) in der Gemeinde Schlatt im Kanton Thurgau, Schweiz ist ein Flachmoor und Biotop- und Artenschutzgebiet mit der Kategorie IV der International Union for Conservation of Nature and Natural Resources (IUCN). Der geschützte Anteil im Gebiet des Schaaren hat eine Fläche von 3,87 Hektar und liegt nördlich des Orts Neuparadies. Es ist seit 2007 Teil des Naturschutzgebiets Schaarenwies/Schaarenwald.

## Lage
Die Schaarenwies liegt im Knie des Hochrheins. Südwestlich liegt der Ort Altparadies mit dem Kloster Paradies. Am jenseitigen Rheinufer liegt die deutsche Exklave Büsingen. Östlich des geschützten Gebiets ist ein Grillplatz angelegt.

## Schutzstatus
Das Gebiet ist im Bundesinventar des Bundesamts für Umwelt (BAFU) als ein «Flachmoor von nationaler Bedeutung» aufgeführt, als nördlicher Teil des Naturschutzgebiets Schaarenwies/Schaarenwald ist es zudem «Amphibienlaichgebiet von nationaler Bedeutung (AM)». Es ist seit 1994 als Naturschutzgebiet mit dem CDDA-Sitecode «166449» der Europäischen Umweltagentur (EUA) ausgewiesen, die Erweiterung von 2007 mit dem Schaarenwald hat den Sitecode «347877».

## Amphibien
Amphibien sind seit 1967 bundesrechtlich geschützt und gehören zu den am stärksten gefährdeten Artengruppen. Ihr Anteil an den Arten in der Roten Liste beträgt 70 Prozent.

## Belege
1. ↑  bafu.admin.ch: Amphibienlaichgebiete-Inventar: Objektbeschreibungen. (Abgerufen am 27. November 2021)
2. ↑  fedlex.admin.ch: Liste der Amphibienlaichgebiete von nationaler Bedeutung – ortsfeste Objekte: Amphibienlaichgebiete-Verordnung (AlgV). (Publikationsplattform des Bundesrechts, abgerufen am 27. November 2021)
3. ↑  Schlüssel.Nummern: CH04_0400 und CH05_200089.
4. ↑  karch.ch: Amphibienlaichgebiete nationaler Bedeutung IANB. (Abgerufen am 27. November 2021)